# (20237) Clavius
(20237) Clavius ist ein Asteroid des inneren Hauptgürtels. Er wurde am 6. Februar 1998 von dem belgischen Astronomen Eric Walter Elst am La-Silla-Observatorium der Europäischen Südsternwarte in Chile (IAU-Code 809) entdeckt. Sichtungen des Asteroiden hatte es vorher schon am 14. Oktober 1993 unter der vorläufigen Bezeichnung 1993 TB12 am Palomar-Observatorium in Kalifornien gegeben.
Der mittlere Durchmesser des Asteroiden wurde mit 3,639 km (±0,106) berechnet.
(20237) Clavius wurde am 29. Mai 2018 nach dem Mathematiker Christophorus Clavius (1538–1612) benannt, der vor allem durch die unter seiner fachlichen Leitung durchgeführte Kalenderreform zum Gregorianischen Kalender berühmt wurde. Schon 1935 war ein Mondkrater der südlichen Mondvorderseite nach Clavius benannt worden: Mondkrater Clavius.